# Trichodactylus borellianus
Trichodactylus borellianus is een krabbensoort uit de familie van de Trichodactylidae. De wetenschappelijke naam van de soort is voor het eerst geldig gepubliceerd in 1896 door Giuseppe Nobili.